# Баймаклія (Каушенський район)
Баймаклія (рум. Baimaclia) — село в Молдові, Каушенському районі. Є адміністративним центром однойменної комуни, до якої також входить село Суркічень. 

## Відомі особистості
В поселенні народився:
- В'ячеслав Харнаж (1917—1988) — румунський науковець.

| Молдова | Це незавершена стаття з географії Молдови. Ви можете допомогти проєкту, виправивши або дописавши її. |

1. ↑  Ladaniuc V., Țopa T. G. Localitățile Republicii Moldova: itinerar documentar-publicistic ilustrat. Volumul 1: A-Bez — Chișinău: Draghiștea, 1999. — С. 177. — 470 с. — ISBN 9975-78-030-X